# Henschel Hs 132
Henschel Hs 132 (на немски: Henschel Hs 132) е немски реактивен пикиращ бомбардировач и прехващач от края на Втората световна война. Самолетът е разработван през периода 1944 – 1945 г. от фирмата Henschel. Изпитанията са били предвидени за лятото на 1945 г. Построени са три недовършени прототипа, които така и не достигат до изпитателен полет.

## Конструкция на самолета
Henschel Hs 132 е моноплан, изпълнен по нормална аеродинамична схема с двукилово оперение.
Отличителна черта на самолета е било местоположението на двигателя – върху фюзелажа.
Необичайно е било и положението на пилота в кабината – той е лежал по корем. Според изследванията, при това положение пилотът е понасял по-лесно големите претоварвания при извеждане на самолета от пикиране при бомбомятане (до 12 G - конструкцията на самолета е била изчислена на такова натоварване). От своя страна, това е позволявало постигане на по-високи скорости при пикиране и намаляване на уязвимостта на самолета от огъня на наземни средства за  ПВО. Въпреки това, изпитанията на една трофейна машина показали погрешността на подобни предположения.
Също така, ниската газодинамична устойчивост на тогавашните турбореактивни двигатели, водела до срив на работата им при големи ъгли на пикиране.

## Варианти на модификации
Hs 132A – пикиращ бомбардировач с двигател BMW 003, носещ 1 бомба от 500 kg
Hs 132B – прехващач с двигател Jumo 004 носещ 1 бомба от 500 kg и въоръжен с 2 х 20 mm оръдия MG 151
Hs 132C – щурмови самолет с двигател He S 011, с 1 бомба от 500 kg, 2 х 20 mm оръдия MG 151 и 2 × 30 mm оръдия MK 103

## Технически характеристики
- Екипаж: 1
- Дължина: 8,9 m
- Размах на крилата: 7,20 m
- Височина: 3,00 m
- Двигател: 1 турбореактивен BMW 003A,  7.8 kN

## Летателни характеристики (според изчисления)
- Максимална скорост: 780 км/ч празен или 700 км/ч с 500 kg бомба на височина 6000 m
- Практически таван: 10 000 m
- Обхват: 1120 km

## Въоръжение (Hs 132B)
- Една авиобомба от 500 kg
- 2x 20 mm оръдия MG 151/20